# Liste der Gemeindeverbände im Département Dordogne
Das Département Dordogne liegt in der Region Nouvelle-Aquitaine in Frankreich. Es untergliedert sich in 22 Gemeindeverbände.
Siehe auch: Liste der Gemeinden im Département Dordogne

## Gemeindeverbände

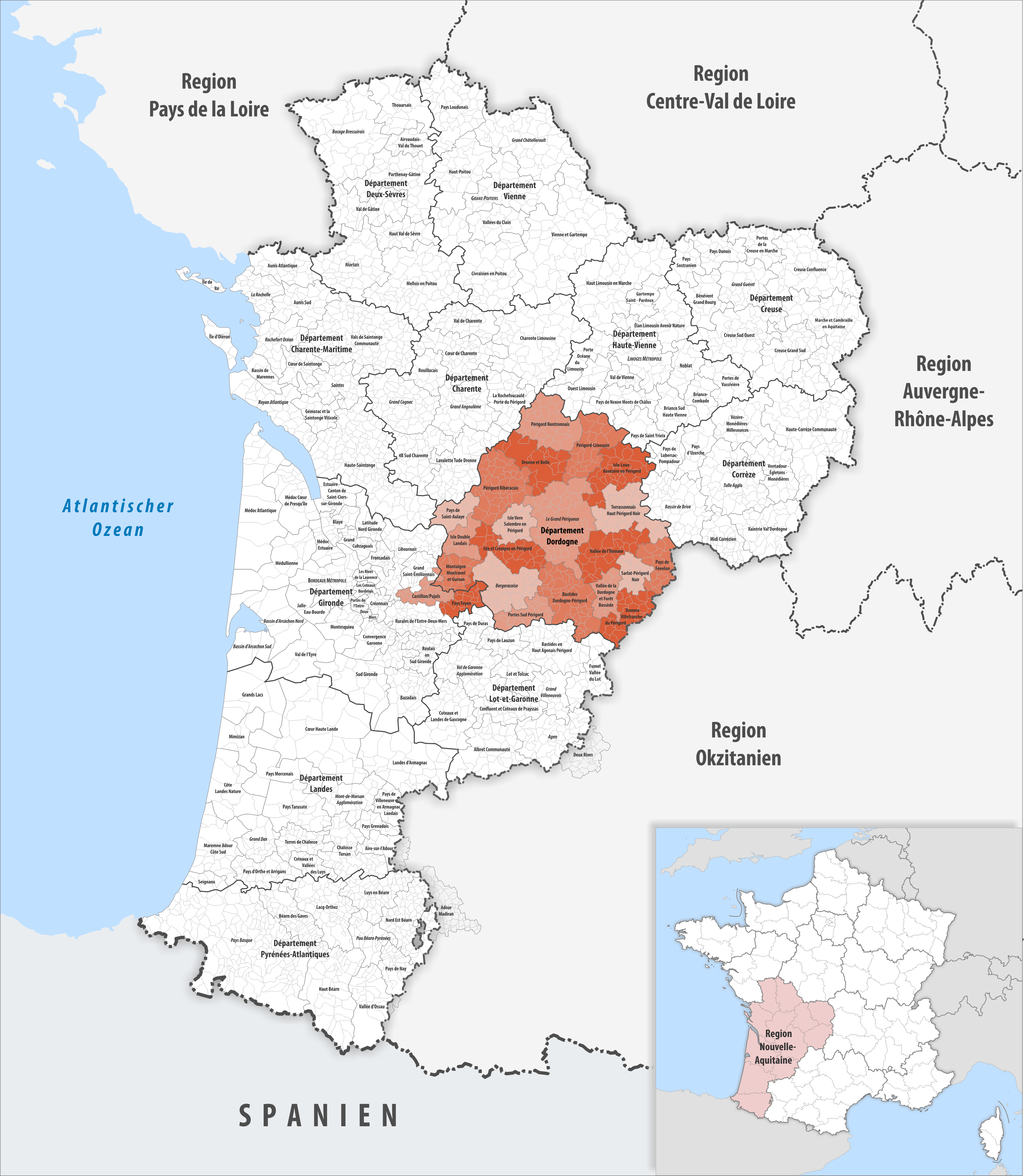
Gemeindeverbände im Département Dordogne

| Gemeindeverband                        | Gemeinden im Départ./Verband | Einwohner 1. Januar 2022 | Fläche km² | Dichte Einw./km² | SIREN- Nummer | Rechtsform                 | Gründungsdatum     |
| -------------------------------------- | ---------------------------- | ------------------------ | ---------- | ---------------- | ------------- | -------------------------- | ------------------ |
| Bastides Dordogne-Périgord             | 47/47                        | 18.601                   | 665,67     | 28               | 200 034 833   | Communauté de communes     | 23. November 2012  |
| Bergeracoise                           | 38/38                        | 61.551                   | 586,55     | 105              | 200 070 647   | Communauté d’agglomération | 15. September 2016 |
| Castillon-Pujols                       | 1/31                         | 19.047                   | 227,97     | 84               | 243 301 454   | Communauté de communes     | 17. Dezember 2002  |
| Domme Villefranche-du-Périgord         | 23/23                        | 8.552                    | 376,61     | 23               | 200 041 440   | Communauté de communes     | 1. Januar 2014     |
| Dronne et Belle                        | 16/16                        | 11.393                   | 504,19     | 23               | 200 041 572   | Communauté de communes     | 1. Januar 2014     |
| Isle Double Landais                    | 9/9                          | 12.546                   | 235,95     | 53               | 200 040 384   | Communauté de communes     | 1. Januar 2014     |
| Isle et Crempse en Périgord            | 25/25                        | 14.475                   | 428,92     | 34               | 200 069 094   | Communauté de communes     | 15. September 2016 |
| Isle-Loue-Auvézère en Périgord         | 28/28                        | 13.805                   | 533,54     | 26               | 242 401 024   | Communauté de communes     | 12. Dezember 2000  |
| Isle Vern Salembre en Périgord         | 16/16                        | 18.912                   | 284,57     | 66               | 200 040 095   | Communauté de communes     | 1. Januar 2014     |
| Le Grand Périgueux                     | 43/43                        | 104.933                  | 993,26     | 106              | 200 040 392   | Communauté d’agglomération | 1. Januar 2014     |
| Montaigne Montravel et Gurson          | 18/18                        | 11.859                   | 260,91     | 45               | 200 034 197   | Communauté de communes     | 25. Oktober 2012   |
| Pays de Fénelon                        | 17/17                        | 9.728                    | 321,45     | 30               | 200 040 830   | Communauté de communes     | 1. Januar 2014     |
| Pays Foyen                             | 1/20                         | 16.540                   | 220,43     | 75               | 243 301 371   | Communauté de communes     | 30. Oktober 2002   |
| Pays de Saint-Aulaye                   | 6/6                          | 6.688                    | 242,96     | 28               | 242 400 935   | Communauté de communes     | 8. Juli 1999       |
| Périgord-Limousin                      | 22/22                        | 14.078                   | 499,72     | 28               | 242 400 752   | Communauté de communes     | 18. Dezember 1995  |
| Périgord Nontronnais                   | 28/28                        | 15.184                   | 560,25     | 27               | 200 071 819   | Communauté de communes     | 15. September 2016 |
| Périgord Ribéracois                    | 44/44                        | 19.449                   | 683,67     | 28               | 200 040 400   | Communauté de communes     | 1. Januar 2014     |
| Portes Sud Périgord                    | 25/25                        | 8.450                    | 279,31     | 30               | 200 040 889   | Communauté de communes     | 1. Januar 2014     |
| Sarlat-Périgord Noir                   | 13/13                        | 16.168                   | 228,16     | 71               | 200 027 217   | Communauté de communes     | 21. Dezember 2010  |
| Terrassonnais Haut Périgord Noir       | 37/37                        | 22.161                   | 568,73     | 39               | 200 041 150   | Communauté de communes     | 1. Januar 2014     |
| Vallée de la Dordogne et Forêt Bessède | 20/20                        | 8.965                    | 250,23     | 36               | 200 041 051   | Communauté de communes     | 1. Januar 2014     |
| Vallée de l’Homme                      | 26/26                        | 15.989                   | 527,94     | 30               | 200 041 168   | Communauté de communes     | 1. Januar 2014     |